# Carolyn Swords
Carolyn Elizabeth Swords (Sudbury, 19 luglio 1989) è un'ex cestista statunitense, professionista nella WNBA.

## Carriera
È stata selezionata dalle Chicago Sky al secondo giro del Draft WNBA 2011 con la 15ª chiamata assoluta.